# Васильевская волость (Елабужский уезд)
Васильевская  волость (до 1892 года Макан-Пельгинская волость) — низшая административно-территориальная единица в составе Елабужского уезда Вятской губернии.  С 1921 года передана в состав Можгинского уезда Вотской АО. Упразднена в 1924 году, её территория вошла в состав Троцкой волости.
Волостное правление располагалось в селе Васильевское (Кваки), ранее в деревне Макан-Пельга.

## Название
До 1892 года называлась — Макан-Пельгинской волостью.

## История

### Макан-Пельгинская волость
В 1797 году земли государственных крестьян были разделены на волости, которые заменили в Елабужском уезде прежние административно-территориальные единицы — сотни. В 1850 году волостное правление Макан-Пельгинской волости было переносено из деревни Макан-Пельга в село Грахово, волость была также переименована. Повторно волость образована в 1859 году, при разделе Граховской волости. Верхнебемыж-Пельгинское сельское общество преобразовано в самостоятельную Макан-Пельгинскую волость.
В 1885 году волость включала 16 сельских обществ, 16 поземельную общину, 25 селений, 1139 дворов. По семейным спискам в волости числилось 3375 душ мужского пола и 3592 женского.

### Васильевская волость
В 1892 году Макан-Пельгинская волость была переименована в Васильевскую.
| Характеристика              | 1894 год | 1900 год | 1905 год | 1909 год | 1916 год |
| --------------------------- | -------- | -------- | -------- | -------- | -------- |
| Численность населения       | 8 764    | 10 291   | 8 111    | 10 194   | 10 105   |
| Количество сельских обществ | 17       | 18       | 15       | 17       | 17       |
| Количество селений          | 30       | 32       | 28       | 29       | 30       |
| Количество дворов           | 1604     | 1710     | 1523     | 1672     | 1805     |

27 марта 1919 года Елабужский уезд вместе с Васильевской волостью был передан в Казанскую губернию.
18 июня 1920 года Васильевская волость Елабужского уезда была возвращена в Вятскую губернию.

### Можгинский уезд
5 января 1921 года, в связи с образованием Вотской АО, в северной части упразднённого Елабужского уезда образован Можгинский уезд, в состав которого среди прочих входит и Васильевская волость. Волость упразднена в 1924 году, её территория вошла в состав Троцкой волости.